# Lautenberg (Stiefenhofen)
Lautenberg (westallgäuerisch: Loutəbərg, Lutəbərg) ist ein Gemeindeteil der bayerisch-schwäbischen Gemeinde Stiefenhofen im Landkreis Lindau (Bodensee).

## Geographie
Der Weiler liegt südwestlich angrenzend an den Hauptort Stiefenhofen und zählt zur Region Westallgäu.

## Ortsname
Das Bestimmungswort des Ortsnamens könnte vom mittelhochdeutschen Wort lut für laut, helltönend oder vom Personennamen Luto abstammen. Beide Theorien setzen sich mit dem Grundwort -berg zusammen und bedeuten entweder (Siedlung am) lauten Berg oder (Siedlung am) Berg des Luto.

## Geschichte
Lautenberg wurde erstmals im Jahr 1299 mit Marquard von Lutenberc, Mönch und Kirchherr zu Saulgau urkundlich erwähnt. 1635 wurde ein Pestfriedhof nahe dem Ort angelegt. 1771 fand die Vereinödung in Lautenberg mit vier Teilnehmern statt. Gegen Ende des 17. Jahrhunderts wurde die Pestkapelle (auch: Gottesackerkapelle) in Lautenberg erbaut, die 1989 umfänglich saniert wurde. Der Ort gehörte einst dem Gericht Grünenbach in der Herrschaft Bregenz an – später der Gemeinde Harbatshofen, die 1972 in die Gemeinde Stiefenhofen aufging.

## Persönlichkeiten
- Philipp Jakob Heisler (1718–1781), Rechtswissenschaftler